# Cambural
Cambural est la capitale de la paroisse civile de San Andrés de la municipalité de Peña dans l'État d'Yaracuy au Venezuela.